# Basketball Brno
Basketball Brno byl český basketbalový klub, který sídlil v brněnském Králově Poli. V roce 2011 finančně zkrachoval a ukončil činnost.
Po finančnímu krachu BC Brno v roce 2008 a sestupu BBK Brno v roce 2007 odkoupili v roce 29.4. 2009 brněnští podnikatelé Jiří Hos a Radek Konečný klub NBL BK Kondoři Liberec. Licence na NBL tak byla přesunuta do Brna a byl založen nový klub Basketball Brno. Ten v nejvyšší soutěži hrál dvě sezóny. V květnu 2011 majitelé klubu oznámili, že vzhledem k celkové ekonomické situaci, nezájmu regionálních sponzorů a nedostatečné podpoře města nebude klub dále hrát v nejvyšší soutěži.
Své domácí zápasy odehrával ve sportovní hale Vodova s kapacitou 2 900 diváků.

## Soupiska pro sezónu 2009/2010
- Štěpán Reinberger
- Jakub Gazda
- Miloš Drča
- Jiří Černošek
- Jiří Holanda
- Tomáš Šustek
- Peter Sedmák
- Michal Norwa
- Daniel Gajdošík
- Štěpán Vrubl
- Vladimír Sismilich
- Peter Majerík
- Boris Meno

## Umístění v jednotlivých sezonách
Stručný přehled
Zdroj:
- 2009–2011: Národní basketbalová liga (1. ligová úroveň v České republice)

Jednotlivé ročníky
Zdroj:
Legenda: ZČ - základní část, červené podbarvení - sestup, zelené podbarvení - postup, fialové podbarvení - reorganizace, změna skupiny či soutěže
| Česko (2009 – 2011) |                           |           |           |                                       |                      |
| Sezóny              | Soutěž                    | Úroveň    | ZČ        | Play-off, nadstavba, sk. o udržení... | Poznámky             |
| 2009/10             | Národní basketbalová liga | 1. úroveň | 11. místo |                                       |                      |
| 2010/11             | Národní basketbalová liga | 1. úroveň | 8. místo  | Předkolo                              | Odhlášení ze soutěže |